# Gura Ialomiței
Gura Ialomiței est une commune du județ de Ialomița en Roumanie.